# カリフォルニア州のインディアン部族一覧
カリフォルニア州のインディアン部族一覧
≪アメリカ連邦政府が公式認定している部族と部族会議、保留地≫
- 「ミッション･インディアン」

「イナジャ&コズミット・バンド（カフイラ族ラモナ・バンド）」
「ヴィエハス・バンド部族会議（クメヤーイー族(ディエゲノ族)）」
「オーガスティン・バンド（カフイラ族）」
「カバゾン・バンド（カフイラ族）」
「カフイラ・バンド」
「キャンポ・バンド（クメヤーイー族）」
「クヤペイプ・バンド（クメヤーイー族）」
「サンタイザベル・バンド（クメヤーイー族」
「サンタイネス・バンド（チュマシュ族）」
「サンタローザ・バンド（カフイラ族）」
「サンマニエル・バンド（セラノ族）」
「シクアン・バンド（クメヤーイー族）」
「ジャマル・バンド（クメヤーイー族、ディエグエ&ニルデオ族）」
「ソボバ・バンド（ルイセノ族）」
「パラ・バンド（ルイセノ・キュペノ族）」
「バロナ・バンド（クメヤーイー族）」
「パウマ&ユイマ・バンド（ルイセノ族）」
「ペチャンガ・バンド（ルイセノ族）」
「メサグランデ・バンド（クメヤーイー族）」
「モロンゴ・バンド（カフイラ族、セラノ族、キュペノ族）」
「リンコン・バンド（サン・ルイセノ族）」
「ロスコヨーテス・バンド（カフイラ族&キュペノ族）」
「29パーム・バンド（チェメフエヴィ族）」
- 「アコマウィ族・アルチュラス集落」
- 「ウィヨット族・テーブルブラフ集落」
- 「ウィントゥン族」

「カチル・デヘ・バンド・コルサ集落」
「コルティナ集落」
「ラムジー・バンド集落」
- 「ウィントゥン・ワイラキ族・グリンドストーン集落」
- 「ウィントゥン族、ピットリバー&ヤナ族・レッディング集落」
- 「ウィンネムッカ族」
- 「カート族・レイトンヴィル集落」
- 「カフイラ族」

「アグアカリエンテ部族会議」
「トレス＝マルチネス・バンド」
「ラモナ・バンド」
- 「ガブリエリノ族・トングヴァ族部族会議」
- 「カルク族」
- 「クメヤーイー族（ディエゲノ族）」

「ヴィエハス・バンド」
「バロナ・バンド」
「ラ＝ホラ・バンド」
「ラ＝ポスタ・バンド」
「マンザニタ・バンド」
「シクアン・バンド」
「サンパスカル・バンド」
- 「ケチャン族・ユマ族保留地」
- 「シャスタ族&アッパークラマス族・クォーツ谷保留地」
- 「シングルスプリングス集落」

ミウォク族、マイドゥ族、ニシノン族
- 「スーザンヴィル集落」

パイユート族、マイドゥ族、ピットリバー族&ワショー族
- 「タチ族&ヨクト族・サンタローザ集落」
- 「チェメフエヴィ族部族会議」
- 「チャー＝アエ・ハイツ・トリニダード集落」

ユロク族、ウィヨット族、トロワ族
- 「チュクチャンシ族・ピカユーン集落」
- 「チムビシャ・ショーショーニー族」
- 「トロワ族」

「スミス川集落」
「ヘラジカ谷集落」
- 「パイユート族」

「ビドウェル砦保留地」
「ブリッジポートインディアン集落」
「ベントン保留地ウツ・ウツ・グァイツ・バンド」
「北部パイユート族・シダーヴィル集落」
- 「ノムラキ族・パスケンタ・バンド」
- 「パイユート・ショーショーニー族」

「インデペンデンス砦保留地」
「ローンパイン保留地」
「ビショップ保留地」
- 「ピットリバー族（アチョマウィ族、またはアジュマウィ・アツゲウィ族部族会議）」

「XL農場」
「ビッグベンド集落」
「ライクリー集落」
「ルックアウト集落」
「モンゴメリークリーク集落」
「ロアリングクリーク集落」
- 「フーパ族・フーパ谷インディアン保留地」
- 「青い湖畔の集落」

ウィヨク族、ユロク族、フーパ族
- 「ポモ族」

「アッパーレイク集落」
「ガイディヴィル集落」
「クローバーデール集落」
「コヨーテ谷バンド」
「サルファーバンク集落」
「シャーウッド谷集落」
「スコット谷バンド」
「スチュワートポイント集落・カシャヤ・バンド」
「ドライクリーク集落」
「ビッグ谷集落」
「ピノールヴィル・バンド」
「ポッター谷リトルリバー・バンド」
「ホップランド・バンド」
「マンチェスター・ポイントアリーナ集落」
「リットン集落」
「リトルリバー･バンド・レッドウッド谷集落」
「ロビンソン集落」
- 「マイドゥ族」

「グリーンヴィル集落」
「タイメ・マイドゥ族・ベリークリーク集落」
「コンコウ・マイドゥ・バンド・ムーアタウン集落」
- 「メチョープダ・チコ集落」
- 「マットレ族・熊の川のバンド・ローハーヴィル集落」
- 「ミウォク族（ミ＝ワク族）」

「カリフォルニア谷ミウォク族」
「チキン農場集落」
「ジャクソン集落・バンド」
「ブエナビスタ集落」
- 「ミドルタウン集落（ポモ族、ワッポ族、ミウォク族）」
- 「ミウォク族、ヨクト族・チュオルムネ集落」
- 「モノ族」

「コールドスプリングス集落」
「テーブル山の集落」
「ノースフォーク集落」
「西モノ族・ビッグサンディ集落」
- 「モハーヴェ族・フォートモハーヴェ保留地」
- 「ユロク族」
- 「ユロク族・トロワ族・ビッグラグーン集落」
- 「ヨークット族・ツール川バンド」
- 「ラウンド谷保留地」

アコマウィ族、コンコウ族、ノメラキ族、ワイラキ族、ウィントゥン族、ユキ族、ポモ族
- 「オーバーン・インディアン共同体連合」
- 「ワショー族・ウッドフォード共同会議」

≪アメリカ連邦政府は公認していないが、カリフォルニア州は公認している部族≫
カリフォルニア州は、インディアン部族の認定に関する州の基準を設けていない。以下の2部族は、彼らに対して同情的な州議員たちが、アメリカ大統領に彼らの部族認定を訴えるための後押しをしている部族である。この場合の「州公認」は、部族としての何らの権限も約束されたものではない。もちろん保留地も得ていない。
- 「ガブリエノ・トングヴァ族（「ミッション･インディアン・サンガブリエル・バンド）」
- 「アクジェチェメン族（「ミッション･インディアン・ジュアネノ・バンド）」

≪現在アメリカ連邦政府に公式認定を要求中の部族と部族団体≫
以下のインディアン部族は、インディアン部族として認定されていないインディアンたちであり、保留地も領有していない。
- 「ミッション･インディアン」

「ガブリエリノ・ディエゲノ・バンド」
「ガブリエリノ・バンド」
「コスタノアン・バンド（オーロネ族）」
「カーメル・コスタノアン・バンド」
「サンフェルナンド・バンド（チュマシュ族）」
「サンルイスレイ・バンド（ルイセノ族）」
「ディエゲノ&サンディエゴ・バンド」
- 「バーバレノ/ベンチュレノ・バンド」

- 「フェルデナンデノ族・タタヴィアム族・バンド」
- 「アボリジナル・ネイションズ連邦」
- 「インディアン文化協会」
- 「インデペンデンス14」
- 「ウィントゥン族」

「ウィンネネム・バンド（トヨン・ウィントゥン）」
「セントラル谷・ウィントゥン族」
「ノアエルムク・バンド」
- 「ウィントゥ族」」

「ノーエルムク・バンド」
「北部カリフォルニア・バンド」
- 「ウィントーン族」
- 「北部カリフォルニア・ウィントーン族」
- 「エッセレン族・コスタノ族・モンタレー・バンド」
- 「オーロネ族（コスタノ族）」

「インディアン渓谷バンド」
「エッセレン・バンド」
「ブラスカ・アマー・ムッツン・バンド」
「ブラスカ・ムウェクマ・バンド」
「ラムゼン・カーメル・バンド」
「ラムゼン・ムッツン・バンド」
「サンタクルーズ&サンファン・バウチスタ・バンド」
- 「カフイラ族・モントーヤ・バンド」
- 「カリフォルニア部族同盟」
- 「カルーサ・セミノール族」
- 「カワイイス族・テジョン保留地」
- 「ケーン谷インディアン集落」
- 「コスタノ/ムッツン族・インディアン渓谷バンド」
- 「サリナン族・ゾロン・バンド」
- 「サンフランシスコ湾インディアン・ファミリーズ」
- 「シャスタ族」
- 「シャスタ＝トヨン・ウィントゥ・バンド」
- 「ショーショーニー族」

「サンファンカピストラノ・アタフン・バンド」
「チムビシャ･ショーショーニー族・デスバレー・バンド」
- 「セラノ族・ランチョ・サンティモテオ・バンド」
- 「チェロキー族・カリフォルニア」

「アモンソクアス・バンド」
「チュオルムネ・バンド」
- 「チュクチャンシ・ヨコチュ族（ヨクット族）」

「マリポーサ・バンド」
- 「チュマシュ族・（ミシュカナカ族）」

「サリナン・バンド」
「沿岸バンド」
「ベイカーズフィールド・バンド」
「モントレー&サンルイス・オビスポ・バンド」
- 「チョイヌムニ族伝統派」
- 「チョクトー族・カラッタカパ・バンド」
- 「チョクトー族・アレン・バンド」
- 「チリカワ・アパッチ族」
- 「チルラ族」
- 「ツヌングエ部族会議（南部フーパ族）」
- 「DELEMA（ 移住させられたエレム族の解放メンバー）」
- 「テハチャピ族・テジョン保留地」
- 「ドゥムナ族（ウォ＝ワー族）」
- 「トロワ族」

「メロチュンダム・バンド」
- 「トロワ・ツツトニ族」
- 「トングヴァ族伝統派」
- 「パイユート族」

「アンテロープ谷インディアン集落」
「北部パイユート族・ワダツクート・バンド」
「ヨセミテ・モノ湖畔バンド」
- 「ハウノンクエスト交流協会」
- 「フーパ族・ツヌングエ会議」
- 「ホウマ族・部族連合」
- 「ポモ族・シェベルナ・バンド」
- 「マイドゥ族」

「コンコウ谷バンド」
「ツシアキム・バンド」
「ハニー湖畔バンド」
「北部マイドゥ族」
「マイドゥ族部族連合」
- 「マリポーサ・アメリカインディアン会議」
- 「南カリフォルニアインディアンセンター」
- 「ミウォク族」

「南部シエラ・バンド」
「ミウォク族部族会議」
「カラベラス・バンド」
「コルファックス集落」
「ナッシュビル・エルドラド・バンド」
「ミウォク族沿岸連合」
- 「ミチャハイ族・ワクサチ族・エショム・バンド」
- 「モナチ族」
- 「モノ湖畔インディアン集落」
- 「モノ族」

「ノースフォーク・バンド」
「ダンラップ・バンド」
- 「モノ・ヨークット族・北部バンド」
- 「モムラキ族・パスケンタ・バンド」
- 「ラムビー族部族連合・北カリフォルニア&アメリカ」
- 「ユチ族・アニ・ユウィ・バンド」
- 「ヨークット族」

「キタネムク・ヨウルムネ・チノクイ＝チャロラ部族会議」
「シエラフットヒル・ワクサチ・バンド」
「北の谷のバンド」
- 「ヨカヨ族」
- 「ワショー族」

「ウッドフォード交流会議」
- 「ワショー族・パイユート族」

「アンテロープ谷バンド」
「ワクチュンミ部族会議」
- 「ワッポ族・アレキサンダー谷ミシェワル・バンド」